# Giovanna Crivelari
Giovanna Crivelari Anselmo (Londrina, 23 de febrer de 1993) és una futbolista brasilera que juga com a davantera del Llevant. Ha guanyat la Copa Libertadores, un campionat brasiler i dos paulistes.
Ha jugat a 3B da Amazonia, Avaí Kindermann, Napoli, Vitoria das Tabocas, Sao Paulo, Foz Cataratas, Sao Caetano o Santos, així com el Gyeongju KHNP coreà i el Hangzhou Greentown de la Chinese Women's Super League.